# Cinco metros cuadrados
Pour plus de détails, voir Fiche technique et Distribution.
Cinco metros cuadrados est une comédie dramatique espagnole réalisée Max Lemcke, sortie le 11 novembre 2011.

## Fiche technique
- Titre original : Cinco metros cuadrados
- Titre français :
- Titre québécois :
- Réalisation : Max Lemcke
- Scénario : Daniel Remón et Pablo Remón
- Direction artistique : Javier Fernández
- Décors :
- Costumes :
- Photographie : José David Montero
- Son : Jose Manuel Sospedra
- Montage : Laurent Dufreche et Ascen Marchena
- Musique : Fernando Velázquez
- Production : Isabel García Peralta
- Société(s) de production : A Contracorriente Films, Aliwood Mediterráneo Producciones, Canal+ España, Institut Valencia de Cinematografia, Instituto de la Cinematografía y de las Artes Audiovisuales et TVE
- Société(s) de distribution :  A Contracorriente Films
- Budget : 1 300 000 $
- Pays d'origine :  Espagne
- Langue : Espagnol
- Format : Couleurs - 35mm - 2.35:1 -  Son Dolby numérique
- Genre cinématographique : Comédie dramatique
- Durée : 86 minutes
- Dates de sortie : 
  - Espagne : 27 mars 2011 (Festival du cinéma espagnol de Malaga)
  - Espagne : 11 novembre 2011

## Distribution
- Fernando Tejero : Álex
- Malena Alterio : Virginia
- Emilio Gutiérrez Caba
- Manuel Morón : Arganda
- Jorge Bosch : Carlos
- Secun de la Rosa : Nacho
- Paula Bares : Charo
- Angela Boj

## Distinctions
- 2011 : Meilleur film au Festival du cinéma espagnol de Malaga ;
- 2011 : Meilleur acteur pour Fernando Tejero au Festival du cinéma espagnol de Malaga ;
- 2011 : Meilleur scénario pour Daniel Remón et Pablo Remón au Festival du cinéma espagnol de Malaga ;
- 2011 : Meilleur second rôle pour Jorge Bosch au Festival du cinéma espagnol de Malaga ;
- 2011 : Prix de la critique pour Max Lemcke au Festival du cinéma espagnol de Malaga.

### Nominations
- 2 nominations

## Réception critique
Cinco metros cuadrados reçoit en majorité des critiques positives .